# Lygidea rosacea
Lygidea rosacea är en insektsart som beskrevs av Reuter 1909. Lygidea rosacea ingår i släktet Lygidea och familjen ängsskinnbaggar. Inga underarter finns listade i Catalogue of Life.